# William H. H. Miller
Pour les articles homonymes, voir William Miller et Miller.
William H. H. Miller, né le 6 septembre 1840 à Augusta (État de New York) et mort le 25 mai 1917 à Indianapolis (Indiana), est un juriste et homme politique américain. Membre du Parti républicain, il est procureur général des États-Unis entre 1889 et 1893 dans l'administration du président Benjamin Harrison, qui avait été son associé en droit. Il a également conseillé Harrison sur les nominations judiciaires.

## Biographie
Ayant d'abord fréquenté les écoles du comté d'Oneida et de Whitestown, William H. H. Miller est également sorti diplômé du Hamilton College en 1861. Il étudie par la suite le droit avec le juge en chef des États-Unis Morrison Waite et est admis au barreau de Peru dans l'Indiana en 1865. Il exerce d'abord le droit à Peru puis il devient inspecteur des écoles du comté. Durant l'élection présidentielle de 1888, il est l'un des conseillers du futur président Benjamin Harrison. Ce dernier le nommer ensuite au poste de procureur général des États-Unis dans son administration, une fonction qu'il conserve durant son mandat. William H. H. Miller retourne ensuite à la vie civile et abandonne toute carrière politique. Il meurt à Indianapolis le 25 mai 1917.